# 더양시
더양(덕양, 중국어: 德阳, 병음: Déyáng)은 쓰촨성의 지급시이다. 더양은 얼중 중공업(中国二重), 둥펑 전궤(东方电机)과 같은 기업들이 있는 공업화된 도시이고 다양한 첨단 산업들이 경제에 기여하고 있다.
이 고풍스러운 도시는 몐주 시의 젠난춘으로 불리는 양조 공장과 청동상으로 유명한 고대 촉 문화와 관련된 광한 시의 삼성퇴 박물관으로 알려져 있다. 진두 호로 불리는 호수가 도시 내에 있다.
2008년 5월 12일 진도 8.0의 지진이 발생했다. 2008년 7월까지 17121명이 사망하고 74063명이 부상당했으며 534명이 실종당했다. 몐주 시와 스팡 시의 학교들은 붕괴되었다.

## 지리 및 기후
더양 시는 쓰촨 분지의 서북부에 위치한다. 장강 상류의 지류인 타강 유역에 있다. 동북쪽에는 몐양 시, 동남쪽에는 쑤이닝 시와 쯔양 시, 서남쪽에는 청두시, 서쪽에는 아바 티베트족 창족 자치주와 접한다. 성도 청두까지는 50km 거리에 있어, 청두 부근의 관광의 목적지이며 중계점이다. 서북부에는 주딩 산맥의 험한 고산이 우뚝 솟아있고 중부에는 평원이 펼쳐지며, 동남부는 구릉지를 이룬다. 아열대 기후에 속하고, 사계의 구별은 분명하며, 강수량은 많아 연 강수량은 1,000mm 전후에 이른다. 연평균 기온은 15.7-16.7°C이다.
| 더양시 (2009년~2020년)의 기후 | 더양시 (2009년~2020년)의 기후 | 더양시 (2009년~2020년)의 기후 | 더양시 (2009년~2020년)의 기후 | 더양시 (2009년~2020년)의 기후 | 더양시 (2009년~2020년)의 기후 | 더양시 (2009년~2020년)의 기후 | 더양시 (2009년~2020년)의 기후 | 더양시 (2009년~2020년)의 기후 | 더양시 (2009년~2020년)의 기후 | 더양시 (2009년~2020년)의 기후 | 더양시 (2009년~2020년)의 기후 | 더양시 (2009년~2020년)의 기후 | 더양시 (2009년~2020년)의 기후 |
| 월                            | 1월                           | 2월                           | 3월                           | 4월                           | 5월                           | 6월                           | 7월                           | 8월                           | 9월                           | 10월                          | 11월                          | 12월                          | 연간                          |
| ----------------------------- | ----------------------------- | ----------------------------- | ----------------------------- | ----------------------------- | ----------------------------- | ----------------------------- | ----------------------------- | ----------------------------- | ----------------------------- | ----------------------------- | ----------------------------- | ----------------------------- | ----------------------------- |
| 역대 최고 기온 °C (°F)        | 19.9 (67.8)                   | 22.7 (72.9)                   | 31.8 (89.2)                   | 33.4 (92.1)                   | 36.4 (97.5)                   | 36.3 (97.3)                   | 37.2 (99.0)                   | 37.6 (99.7)                   | 36.2 (97.2)                   | 30.5 (86.9)                   | 25.5 (77.9)                   | 18.5 (65.3)                   | 37.6 (99.7)                   |
| 일평균 최고 기온 °C (°F)      | 10.1 (50.2)                   | 12.9 (55.2)                   | 18.3 (64.9)                   | 24.4 (75.9)                   | 27.7 (81.9)                   | 29.7 (85.5)                   | 31.1 (88.0)                   | 31.7 (89.1)                   | 26.2 (79.2)                   | 21.4 (70.5)                   | 16.3 (61.3)                   | 11.3 (52.3)                   | 21.8 (71.2)                   |
| 일일 평균 기온 °C (°F)        | 5.9 (42.6)                    | 8.4 (47.1)                    | 13.0 (55.4)                   | 18.1 (64.6)                   | 21.7 (71.1)                   | 24.4 (75.9)                   | 25.9 (78.6)                   | 26.1 (79.0)                   | 21.7 (71.1)                   | 17.2 (63.0)                   | 12.2 (54.0)                   | 7.0 (44.6)                    | 16.8 (62.3)                   |
| 일평균 최저 기온 °C (°F)      | 3.0 (37.4)                    | 5.1 (41.2)                    | 9.2 (48.6)                    | 13.6 (56.5)                   | 17.3 (63.1)                   | 20.7 (69.3)                   | 22.5 (72.5)                   | 22.4 (72.3)                   | 19.1 (66.4)                   | 14.8 (58.6)                   | 9.6 (49.3)                    | 4.2 (39.6)                    | 13.5 (56.2)                   |
| 역대 최저 기온 °C (°F)        | −4.6 (23.7)                   | −3.4 (25.9)                   | −2.3 (27.9)                   | 4.7 (40.5)                    | 7.5 (45.5)                    | 14.6 (58.3)                   | 16.8 (62.2)                   | 16.6 (61.9)                   | 13.0 (55.4)                   | 4.1 (39.4)                    | 0.0 (32.0)                    | −5.2 (22.6)                   | −5.2 (22.6)                   |
| 평균 강수량 mm (인치)         | 7.3 (0.29)                    | 9.7 (0.38)                    | 20.2 (0.80)                   | 42.5 (1.67)                   | 74.0 (2.91)                   | 106.4 (4.19)                  | 222.3 (8.75)                  | 179.5 (7.07)                  | 126.9 (5.00)                  | 38.3 (1.51)                   | 11.9 (0.47)                   | 5.2 (0.20)                    | 844.2 (33.24)                 |
| 평균 강수일수 (≥ 0.1 mm)      | 5.7                           | 6.4                           | 9.3                           | 11.2                          | 12.5                          | 13.8                          | 15.2                          | 14.1                          | 14.6                          | 13.2                          | 5.7                           | 4.6                           | 126.3                         |
| 평균 강설일수                 | 1.2                           | 0.4                           | 0                             | 0                             | 0                             | 0                             | 0                             | 0                             | 0                             | 0                             | 0                             | 0.3                           | 1.9                           |
| 평균 상대 습도 (%)            | 79                            | 77                            | 74                            | 72                            | 70                            | 76                            | 81                            | 81                            | 82                            | 82                            | 81                            | 80                            | 78                            |
| 평균 월간 일조시간            | 50.8                          | 53.4                          | 81.6                          | 115.0                         | 118.9                         | 102.5                         | 117.4                         | 131.7                         | 68.7                          | 55.1                          | 54.1                          | 51.5                          | 1,000.7                       |
| 가능 일조율                   | 16                            | 17                            | 22                            | 30                            | 28                            | 24                            | 27                            | 32                            | 19                            | 16                            | 17                            | 16                            | 22                            |
| 출처: 중국기상국              |                               |                               |                               |                               |                               |                               |                               |                               |                               |                               |                               |                               |                               |

## 행정 구역

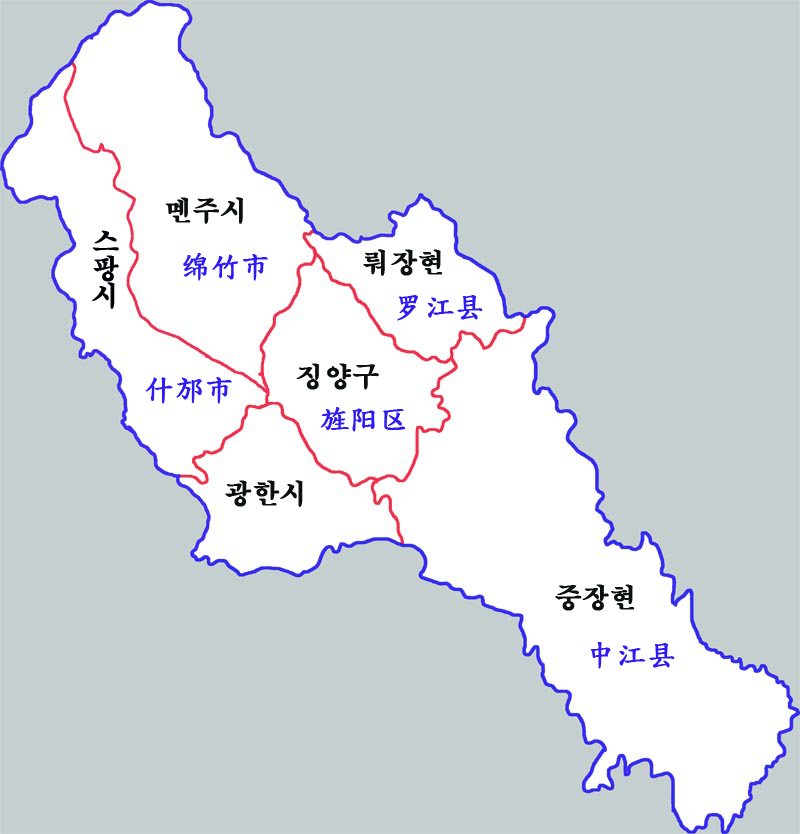
더양시 현급 행정구역도

2개의 시할구, 3개의 현급시, 1개의 현을 관할한다.
시할구
- 징양 구(旌阳区)
- 뤄장 구(罗江区)

현급시
- 스팡 시(什邡市)
- 광한 시(广汉市)
- 몐주 시(绵竹市)

현
- 중장 현(中江县)

## 출신 인물
- 진복 - 후한~삼국시대의 무장(몐주 출신)
- 이조원 - 청대의 문학가.
- 양예 - 변법자강운동에 참여함.